# حسنعلی کدخدالو (کلیبر)
حسنعلی کدخدالو یکی از روستاهای استان آذربایجان شرقی است که در دهستان قشلاق بخش آبش‌احمد شهرستان کلیبر واقع شده‌است.